# Euphorbia abyssinica
Euphorbia abyssinica är en törelväxtart som beskrevs av Johann Friedrich Gmelin. Euphorbia abyssinica ingår i släktet törlar, och familjen törelväxter. Inga underarter finns listade i Catalogue of Life.

## Bildgalleri

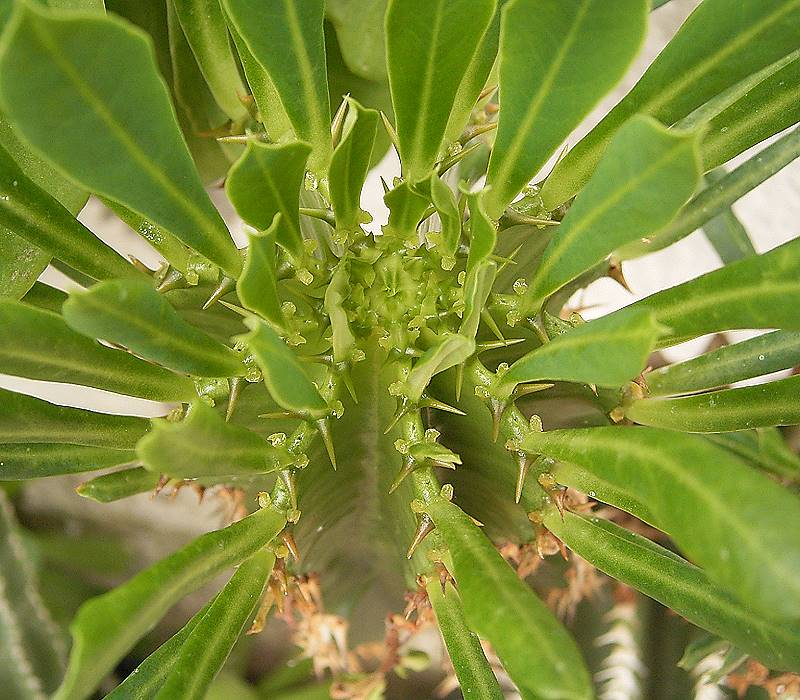
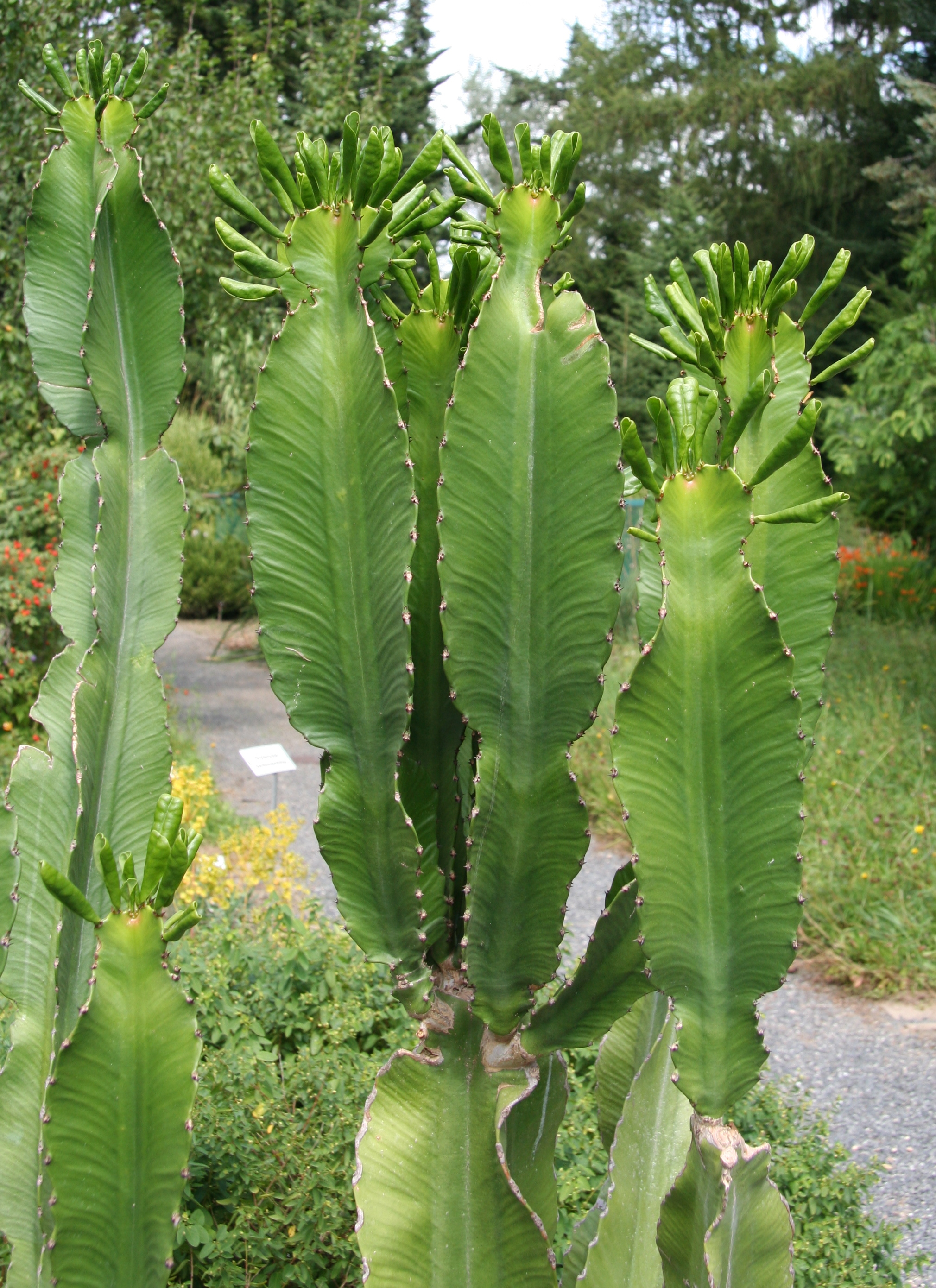
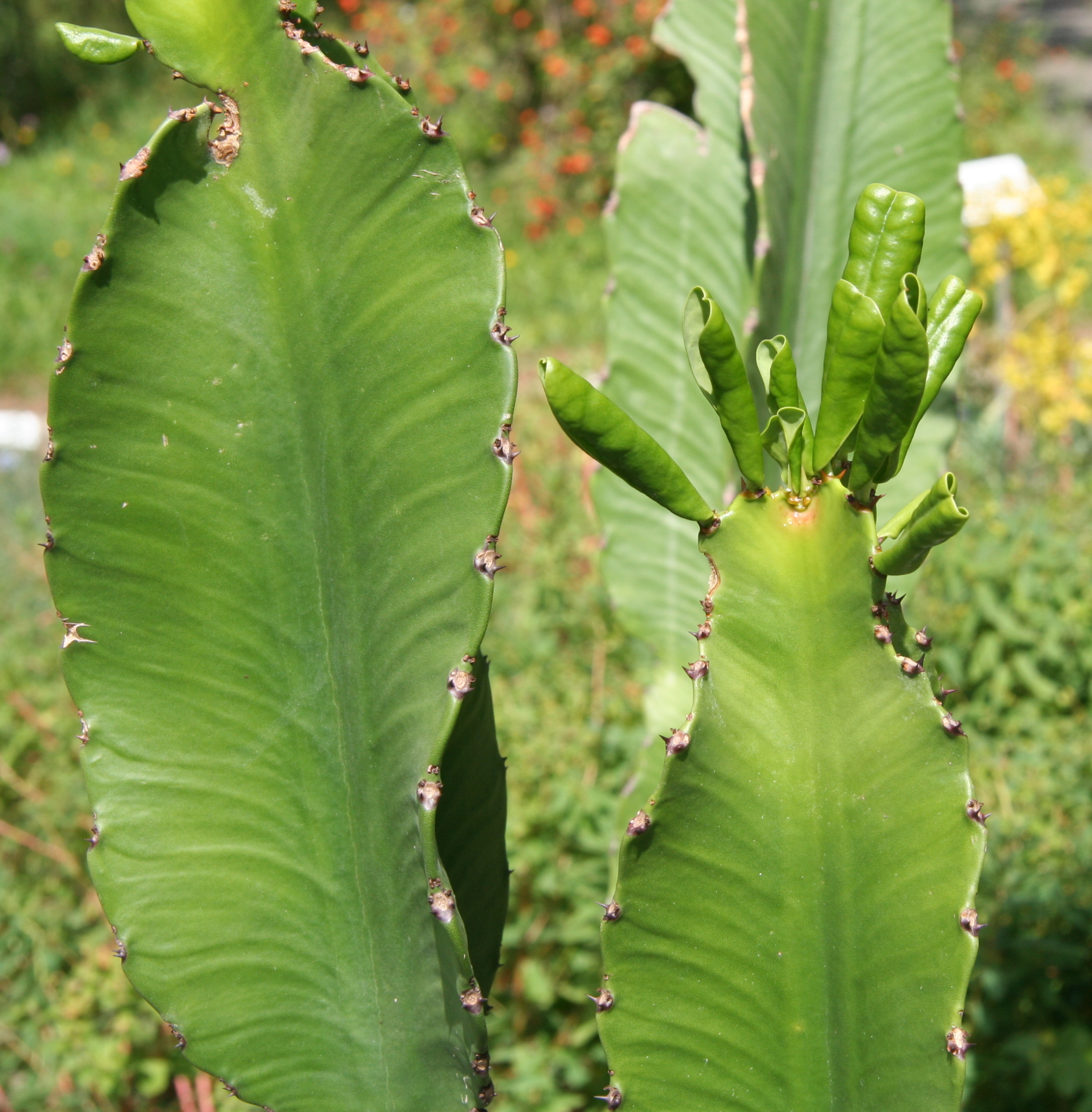
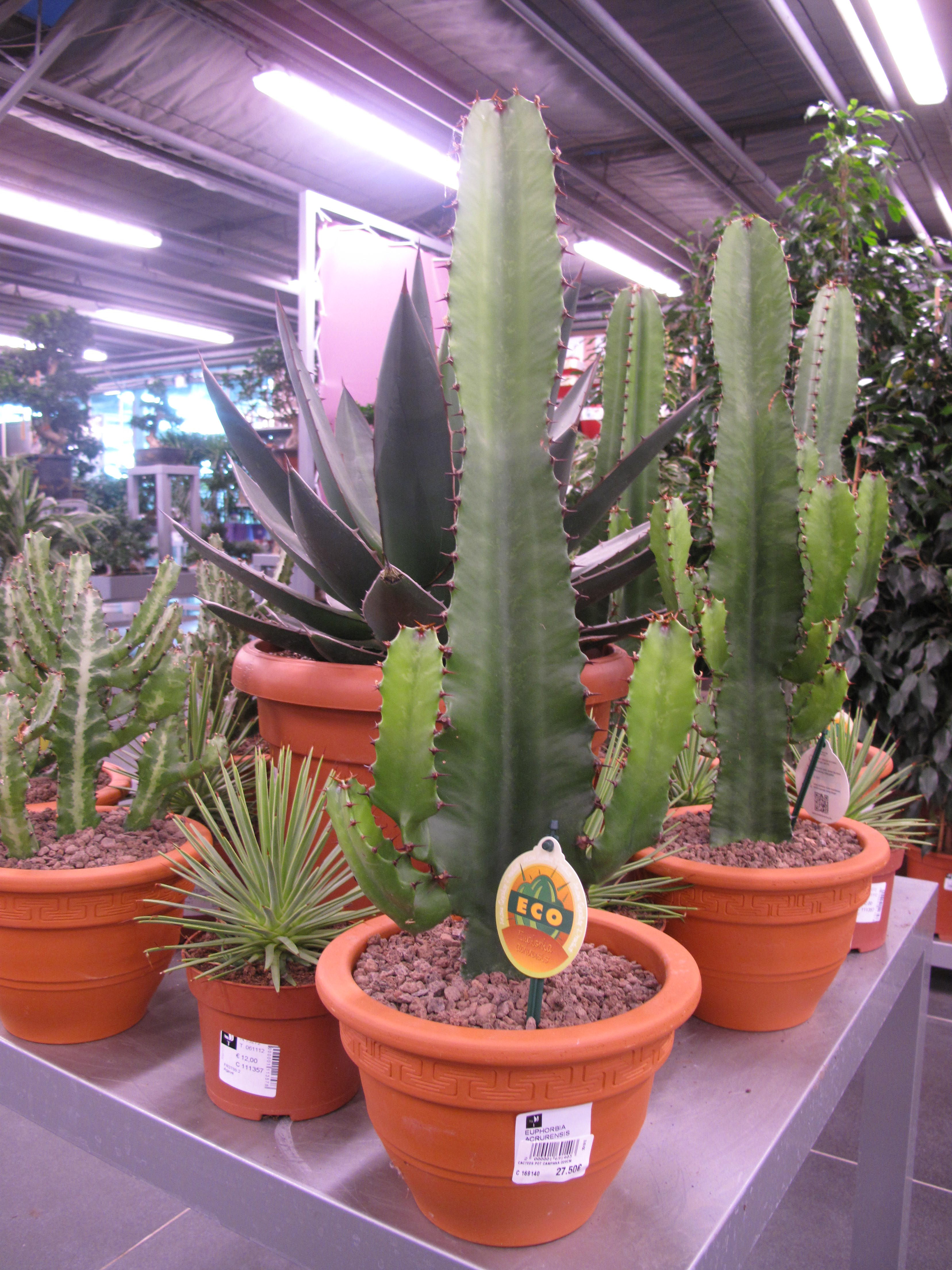
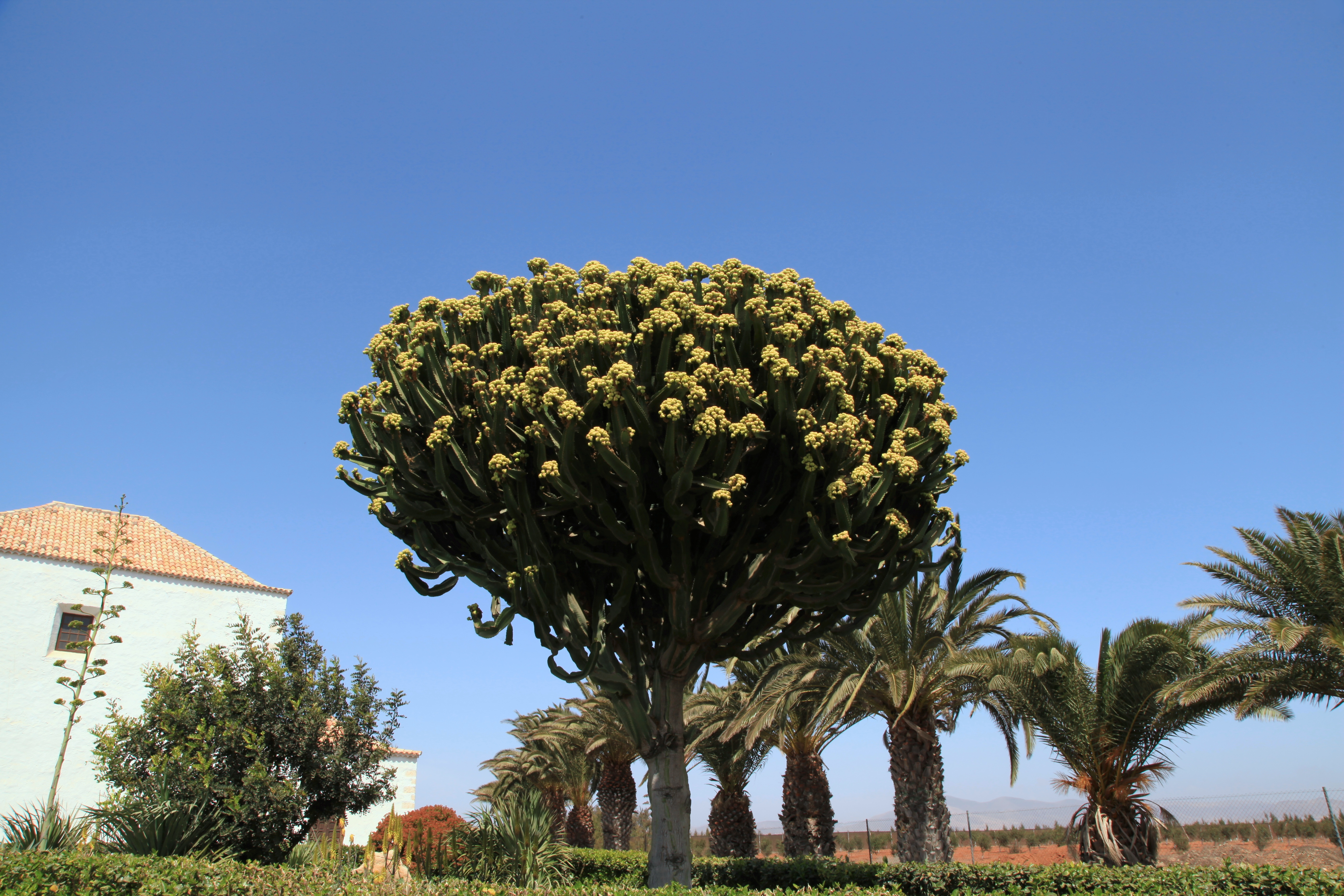